# Sobór św. Aleksandra Newskiego w Kamieńcu Podolskim
Sobór św. Aleksandra Newskiego – prawosławny sobór w Kamieńcu Podolskim, katedra eparchii kamieniecko-podolskiej Ukraińskiego Kościoła Prawosławnego Patriarchatu Moskiewskiego.

## Historia

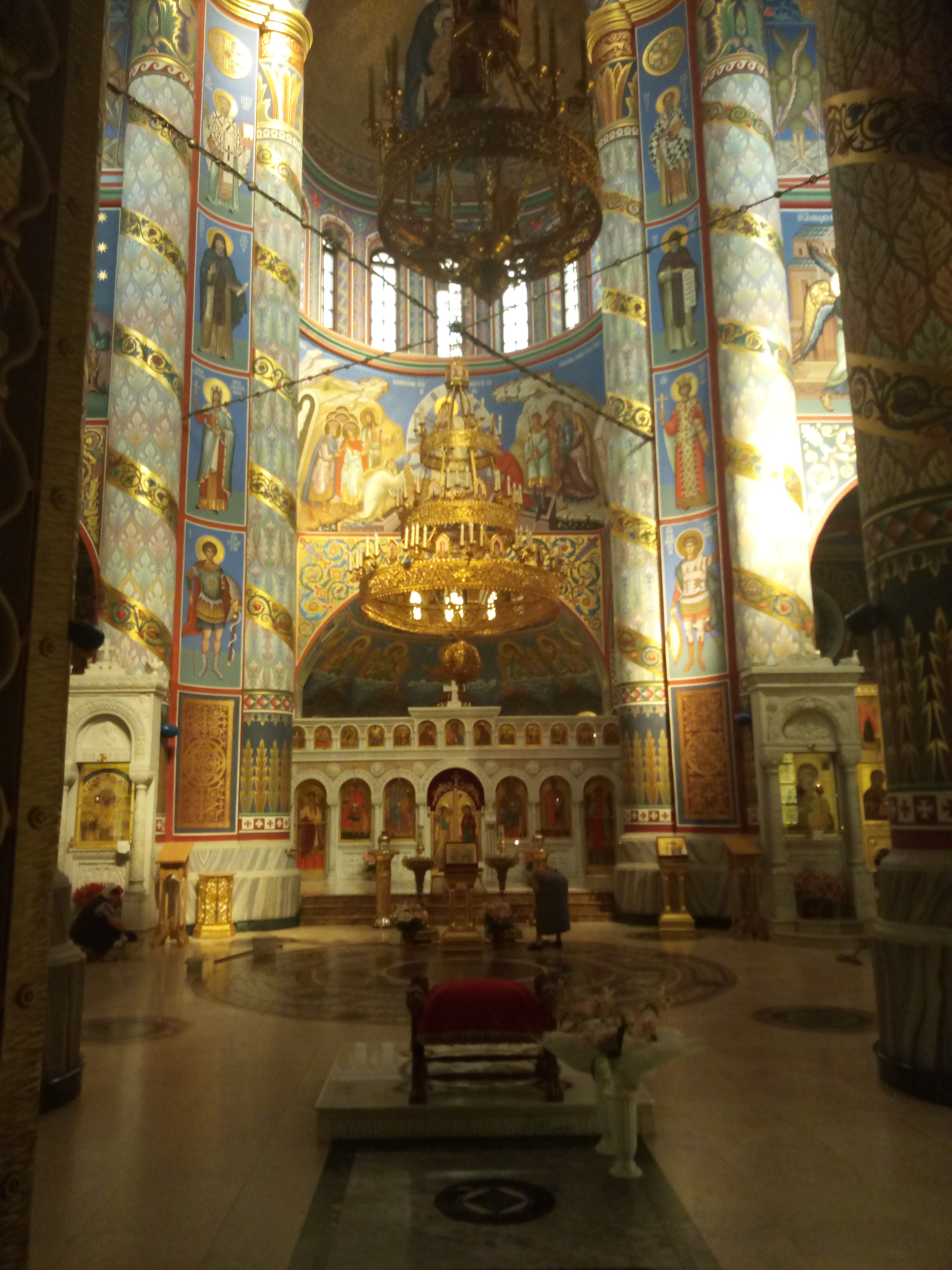
Wnętrze soboru

Sobór wzniesiony został w 1893 z okazji setnej rocznicy włączenia Podola do Rosji. W 1935 został zamknięty, a następnie całkowicie zburzony przez władzę bolszewicką. W 1998 obiekt został odbudowany na podstawie zachowanych fotografii. Ponowna konsekracja cerkwi miała miejsce 12 września 2011.

## Architektura
Świątynia reprezentuje styl neobizantyjski.